# Dilacreon semiramis
Dilacreon semiramis är en insektsart som beskrevs av Ronald Gordon Fennah 1980. Dilacreon semiramis ingår i släktet Dilacreon och familjen kilstritar. Inga underarter finns listade i Catalogue of Life.